# William Allen (Politiker, 1827)

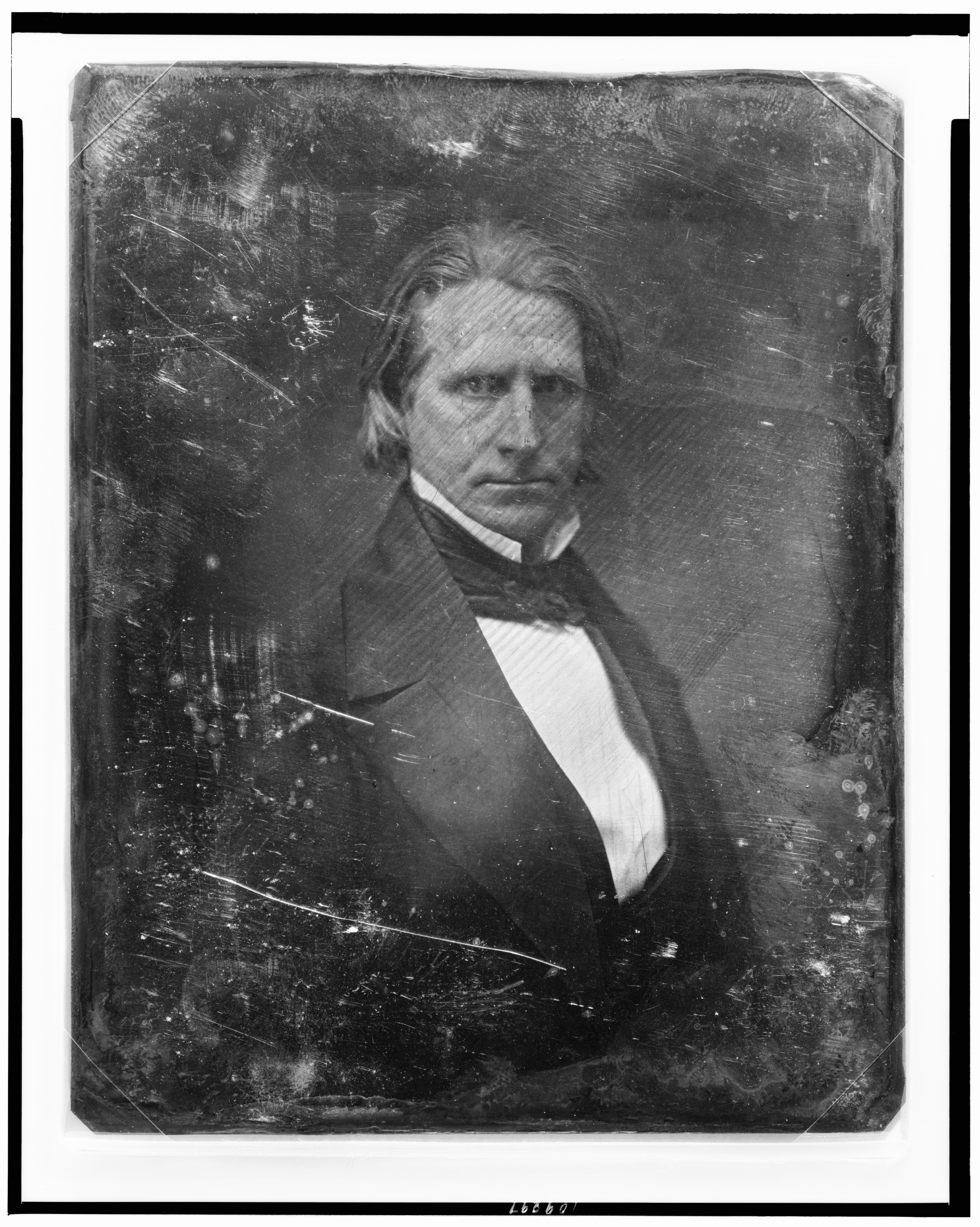
William Allen

William Allen (* 13. August 1827 bei Hamilton, Ohio; † 6. Juli 1881 in Greenville, Ohio) war ein US-amerikanischer Politiker. Zwischen 1859 und 1863 vertrat er den Bundesstaat Ohio im US-Repräsentantenhaus.

## Werdegang
William Allen besuchte die öffentlichen Schulen seiner Heimat und war danach als Lehrer tätig. Nach einem anschließenden Jurastudium und seiner 1849 erfolgten Zulassung als Rechtsanwalt begann er ab 1850 in Greenville in diesem Beruf zu arbeiten. Zwischen 1850 und 1854 fungierte er als Staatsanwalt im Darke County. Politisch schloss er sich zunächst der Demokratischen Partei an.
Bei den Kongresswahlen des Jahres 1858 wurde Allen im vierten Wahlbezirk von Ohio in das US-Repräsentantenhaus in Washington, D.C. gewählt, wo er am 4. März 1859 die Nachfolge von Matthias H. Nichols antrat. Nach einer Wiederwahl konnte er bis zum 3. März 1863 zwei Legislaturperioden im Kongress absolvieren. Diese waren von den Ereignissen vor und zu Beginn des Bürgerkrieges geprägt. Ab 1861 war Allen Vorsitzender des Ausschusses zur Kontrolle der Ausgaben des Innenministeriums. Im Jahr 1862 verzichtete er auf eine weitere Kandidatur.
Nach dem Ende seiner Zeit im US-Repräsentantenhaus praktizierte Allen wieder als Anwalt. Außerdem stieg er in den folgenden Jahren in das Bankgewerbe ein. 1865 wechselte er zur Republikanischen Partei. Im selben Jahr wurde er Berufungsrichter im zweiten Gerichtsbezirk seines Staates. 1878 lehnte er die ihm angetragene republikanische Nominierung für die Kongresswahlen aus gesundheitlichen Gründen ab. Er starb am 6. Juli 1881 in Greenville, wo er auch beigesetzt wurde.
Nach ihm ist Allen County in Ohio benannt.